# 合作備忘錄

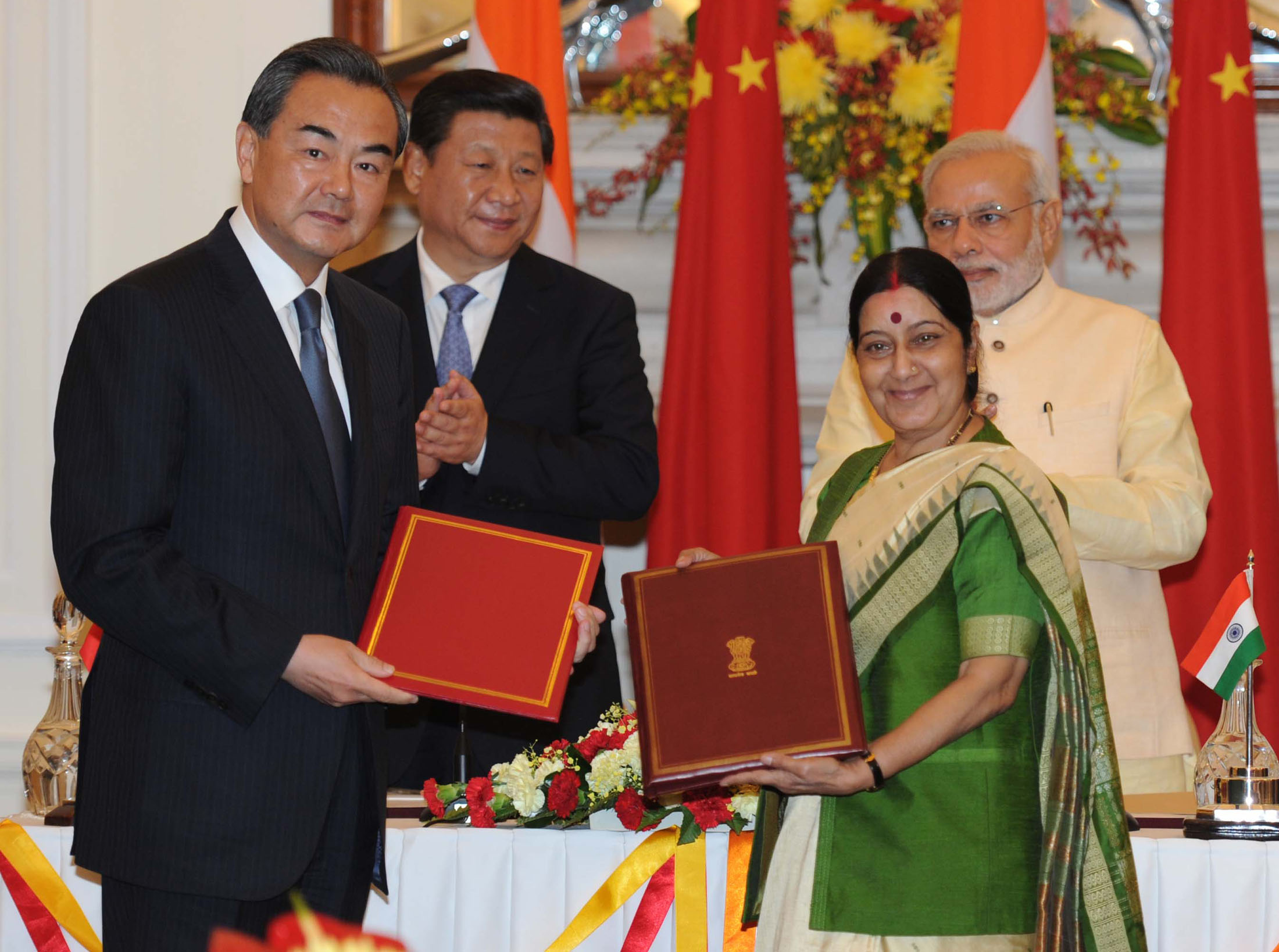
2014年9月18日，中華人民共和國外長王毅與印度外長蘇什瑪·斯瓦拉杰簽署諒解備忘錄，中方開放一條新的進入西藏自治區的印度教徒朝聖之路。印度教徒經典朝聖路線「冈仁波齐峰-玛旁雍錯朝聖之路」以往只能經里普列克山口，2015年起開放乃堆拉山口。

合作備忘錄（英語：Memorandum of understanding，缩写：MOU），或称作瞭解備忘錄、諒解備忘錄，是双方或多方签订的一種備忘錄，僅用以記載不同國家、政府或組織間簽署雙邊或多邊意向（動向）的文件。諒解備忘錄一般會包括雙方意願中一致的部份，其中也會包括雙方預期的共同行動。諒解備忘錄一般是用在當事人所表示的，尚未達到法律上的承諾，或是當事方還無法制定有法律強制力的協議。諒解備忘錄會比君子協定要正式一些。
國際公法上的此類諒解備忘錄雖然被歸類爲條約的一種，但實際上在締結程序和法律約束力方面存在重大差異。在君主制時代，條約是由主權國王及其代表全權代表簽署的，因此口頭同意或發佈備忘錄具有外交條約的約束力。現代民主國家之間的正式條約需要議會等機構的批准，因此備忘錄的存在是否被視爲國家之間的正式條約取決於議會的批准。然而，制定備忘錄的政府之間或負責方之間的法律約束力通常得到承認——1950年美國副國務卿詹姆斯·韋伯認為諒解備忘錄也可能有效力：「只要國家正式同意這項義務，就產生國際法效力，而不問這種措施的形式。」
但通常諒解備忘錄不會訂下罰則，所以如果一方不履行當中的條款，另一方亦無可奈何。必須轉換為正式條約或契約，方能保証履約。而時任美國總統唐纳德·特朗普曾表示MOU沒有任何效力：「我想備忘錄在某種程度上不是我們要的契約。我認為，我們現在的備忘錄是要納入最後的契約。對我來說，最後的契約才是真正重要的。」因此要求2019年中美雙方貿易代表簽的「諒解備忘錄」改為「貿易協定」。
許多公司及政府組織用諒解備忘錄來定義部門、組織或是關係緊密公司之間的關係。

## 諒解備忘錄的效力
企業家出身的美國總統唐納·川普曾表示「MOU沒有任何效力」，如2019年2月當著中华人民共和国貿易代表劉鶴副總理及美國貿易代表勞勃·萊特海澤面表達自己不滿意中美代表簽個「諒解備忘錄」。特朗普說：「你要么達成『協議』，要么不要做。用其他東西來表示『協議』，沒有任何意義，因為它們在我看來，不是那麼有價值。」最後說，「我想備忘錄在某種程度上不是我們要的契約。我認為，我們現在的備忘錄是要納入最後的契約。對我來說，最後的契約才是真正重要的。」特朗普堅持這項看法，直到中方改口稱「貿易協定」。
2014年崑山的水中仙公司與臺北農產公司（北農）簽訂了諒解備忘錄，稱水中仙公司要向北農購買一萬盒高級茶葉。但中華民國前立委賴坤成指出，最後北農只賣了六百多盒，不到七百盒，還是降價求售的。
2018年，台中市長林佳龍與德商哈利霍夫曼諮詢公司簽訂「海水採礦聯合開發投資案」合作備忘錄，宣布全球首例多元海水多元採礦計畫落腳台中港，將興建首座海水採礦場。市政府成立專案小組全力協助，事後發現該公司為1人公司而破局。簽署MOU僅代表合作的開端，此後需要進入實質審查及把關程序，還有送中央環評、投審會等跨部會許多程序。

## 實例
- 1972年5月26日，美國總統理察·尼克森和蘇聯簽署諒解備忘錄，其內容係關於反彈道導彈系統的限制。
- 1973年2月3日，美國和古巴簽署諒解備忘錄，其內容係關於在這兩個國家劫機和劫持船隻及其他犯罪行為等問題。
- 1994年10月21日，美國和北韓就核武器問題的框架協議（英语：Framework agreement）。
- 2005年8月15日，印度尼西亞政府和亞齊的自由亞齊運動的和平協議。
- 2008年，中國大陸和新加坡、紐西蘭同時在各自的自由貿易協定上簽署關於勞務合作的諒解備忘錄。
- 2009年11月16日，中華民國（台灣）金管會和中華人民共和國（中國大陸）銀監會、證監會、保監會簽署「兩岸金融監理合作瞭解備忘錄」，其內容係關於未來台海兩岸在金融行業方面的合作事宜。
- 2020年8月10日15時18分，中華民國（台灣）和美國簽署台美衛生合作備忘錄
- 2021年9月13日，马来西亚政府（执政党）与马来西亚国会反对党阵营（希望聯盟）共同签署馬來西亞聯邦政府與希望聯盟政治轉型與穩定谅解备忘录 (MOU)，以谋求搁置政治争议，合作致力抗疫、经济复苏及改革。两方主要签署代表；执政党；马来西亚首相依斯迈沙比里以及马来西亚国会反对党领袖安华·依布拉欣。双方达成的共识包括：加强抗疫计划、行政改革、国会改革、司法机构独立、成立相关指导委员会等。（参见：2020年－2022年馬來西亞政治危機）